# Хилари Скот
Хилари Скот (на английски: Hillary Scott) е американската порнографска актриса и режисьор на порнографски филми.

## Ранен живот
Родена е на 3 февруари 1983 г. в град Нейпървил, Илинойс, САЩ, но израства в Чикаго.
Когато е още малка, нейните родители се развеждат, а след това майка ѝ се омъжва повторно. В началното училище е с отличен успех, но след това изживява трудни моменти и понижава успеха си. В гимназията има проблеми с дисциплината, като сама се определя като „доста непослушна и луда“ и дори е арестувана няколко пъти, но никога не е осъждана.
След завършването на гимназията работи в банка в продължение на две години и половина, започвайки като касиер и още след първите шест месеца е повишена в инспектор по ипотеките. Твърди, че се отегчава от еднообразното ежедневие и е недоволна, че трябва всеки ден да носи официално облекло и да отстрани пиърсинга по тялото си. В свое интервю споделя, че по това време има желанието да нарушава социалния ред. Допълнителен стимул за последното е разпадането на връзката ѝ с нейния съпруг, за който е омъжена около шест месеца.

## Кариера
В края на август 2004 г. се мести в Лос Анджелис и решава да се пробва в порнографската индустрия. Твърди, че благодарение на богатия си опит в аналния секс, който натрупва с бившия си интимен партньор, успява да направи впечатление на режисьорите и продуцентите. В първата си сцена прави именно анален секс, а година по-късно и двойно проникване.
През 2005 г. се снима във филма „Тъмната страна“, който ѝ носи първите ѝ AVN награди – за най-добра сцена с орален секс във филм и най-добра сцена с групов секс във филм. През месец август същата година са поставени импланти в гърдите ѝ за увеличаване на размера им.
През 2006 г. дебютира и като режисьор на филми за възрастни с „Дневниците на аналната принцеса 2“, в който самата тя участва и като актриса.
През 2007 г. печели AVN наградите за най-добра изпълнителка и най-добра актриса (видео). Същата година получава наградите на XRCO за актриса на годината, за супермръсница, най-добри сцени с орален и анален секс. Тя поставя рекорд по най-много спечелени за една година награди на XRCO, като през 2007 г., на 23-тите XRCO награди, получава отличията в общо пет категории. Скот е момиче на корицата на списание „Дженезис“ в броя му за месец април 2007 г.
През 2008 г. получава наградата на AVN за най-добра поддържаща актриса.
През 2016 г. обявява завръщането си като актриса в порноиндустрията след 6-годишно прекъсване.
През май 2016 г. е включена в залата на славата на XRCO.

## Награди и номинации

### Носителка на награди
| Година | награда         | Категория                                                                                                 | Филм/видео       |
| ------ | --------------- | --- | ---------------- |
| 2005   | CAVR            | звездица на годината.                                                                                     | –                |
| 2006   | AVN             | най-добра сцена с орален секс (филм) (с Алисия Алигати и Ранди Спиърс)                                    | „Тъмната страна“ |
| 2006   | AVN             | най-добра сцена с групов секс (филм) (с Алисия Алигати, Пени Флейм, Дилан Лорън, Джон Уест и Ранди Спиър) | „Тъмната страна“ |
| 2006   | XRCO            | най-добра нова звезда                                                                                     | –                |
| 2006   | XRCO            | най-добър орален оргазъм                                                                                  | –                |
| 2006   | CAVR            | звезда на годината.                                                                                       | –                |
| 2006   | Temptation      | най-добра сцена с групов секс (филм) (с Алисия Алигати, Пени Флейм, Дилан Лорън, Джон Уест и Ранди Спиър) | „Тъмната страна“ |
| 2007   | AVN             | изпълнителка на годината.                                                                                 | –                |
| 2007   | AVN             | най-добра актриса (видео)                                                                                 | „Корупция“       |
| 2007   | XRCO            | изпълнителка на годината.                                                                                 | –                |
| 2007   | XRCO            | най-добра актриса                                                                                         | „Корупция“       |
| 2007   | XRCO            | най-добър орален оргазъм.                                                                                 | –                |
| 2007   | XRCO            | най-добър анален оргазъм.                                                                                 | –                |
| 2007   | XRCO            | най-добра супермръсница.                                                                                  | –                |
| 2007   | NightMoves      | най-добра актриса (избор на авторите).                                                                    | –                |
| 2007   | Adam Film World | изпълнителка на годината.                                                                                 | –                |
| 2007   | Adultcon        | най-добро вагинално и анално изпълнение                                                                   | „Корупция“       |
| 2008   | AVN             | най-добра поддържаща актриса (видео)                                                                      | „Качване“        |
| 2008   | XRCO            | най-добър анален оргазъм                                                                                  | –                |
| 2008   | F.A.M.E.        | най-мръснишко момиче в порното.                                                                           | –                |
| 2009   | AVN             | най-добра сцена с групов секс.                                                                            | –                |

### Номинации за награди
| Година | Награда  | Категория |
| ------ | -------- | --- |
| 2006   | AVN      | най-добра нова звезда, най-добра секс сцена с двойка (видео) – „Butt BlASSted!“, най-добро закачливо изпълнение – „Butt BlASSted!“, най-добра секс сцена само с момичета (видео) – „Vault of Whores“.                                         |
| 2006   | XRCO     | анален оргазъм |
| 2007   | AVN      | най-добра секс сцена само с момичета (видео) – Anal Princess Diaries 2, най-добра секс сцена само с момичета (видео) – Corruption, най-добра анална секс сцена (видео) – Jessica's Jet Set, най-добра орална секс сцена (видео) – Corruption. |
| 2007   | F.A.M.E. | любима жена звезда (финалистка), най-мръснишко момиче порното (финалистка) |
| 2008   | AVN      | най-добра актриса (видео), изпълнителка на годината, най-добра поддържаща актриса (филм) – Debbie Does Dallas... Again, най-добра анална секс сцена (видео) – „Butthole Whores“, най-добра групова секс сцена (филм) – Layout                 |
| 2008   | XRCO     | изпълнителка на годината |
| 2009   | AVN      | най-добра групова секс сцена само с момичета – Icon, най-добра анална секс сцена – Icon. |
| 2009   | XRCO     | анален оргазъм |
| 2010   | AVN      | най-добра актриса, най-добра поддържаща актриса. |
| 2012   | AVN      | най-добра актриса |